# Número 2 (álbum)
María Isabel Número 2 es el segundo álbum de estudio de la cantante española María Isabel, lanzado solamente en España, junto a una muestra de su Agua de Perfume María Isabel Número 2, y también se lanzó en todas las perfumerías de España el agua de Perfume junto al DVD perteneciente al álbum.

## Información
El álbum fue publicado el 4 de octubre de 2005, junto a una muestra de su Agua de Perfume María Isabel Número 2. El Agua de Perfume se vendió en todas las perfumerías de España junto a un DVD perteneciente al álbum. El CD fue lanzado solamente en España. María Isabel Número 2 en sólo dos semanas consiguió el disco de oro tras haber vendido 50.000 copias, más tarde fue certificado como disco doble platino al vender más de 200.000 copias en España.

## Lista de canciones
1. Pues va a ser que no
2. Quién da la vez
3. Mi abuela
4. María Isabel Número 2
5. Tu libertad
6. 3x2
7. Me enamoro
8. Original
9. La reina de la fiesta
10. Piel de chocolate
11. De Ayamonte pa'l mundo
12. En mi jardín

## DVD
- Grabación del disco
- Sesión de fotos
- En el concierto
- Vídeo fotográfico
- Nuevo CD

## Ediciones
- María Isabel Número 2 (CD) + muestra de agua de Perfume. Sello: Vale Music.
- María Isabel Número 2 (CD) (sin muestra de agua de Perfume). Sellos: Vale Music y Universal Music.
- María Isabel Número 2 (Agua de Perfume + DVD). Sello: Vale Music.

## Sencillos
- Pues va a ser que no
- En mi jardín
- Quién da la vez

## Singles
- Pues va a ser que no (CD Sencillo). Sello: Vale Music.

## Ventas y certificaciones
| País   | Proveedor  | Año  | Certificación          | Copias certificadas |
| Europa |            |      |                        |                     |
| España | Promusicae | 2005 | 3 Platinum.png Plitono | 300.000             |

- Datos: Q3880038